# Medard Kehl
Medard Kehl SJ (* 9. November 1942 in Berlin; † 23. September 2021 ebenda) war ein deutscher Ordenspriester, katholischer Theologe und Dogmatiker.

## Leben
Medard Kehl trat 1961 in den Jesuitenorden ein und studierte in München und Frankfurt Philosophie und Theologie. Am 26. Juli 1969 wurde er im Frankfurter Dom zum Priester geweiht. Nach weiteren Studien u. a. bei Walter Kasper an der Universität Tübingen wurde er 1975 an der Universität Wien promoviert. Er lehrte von 1976 bis zu seiner Emeritierung 2012 Dogmatik und Fundamentaltheologie als Professor an der Philosophisch-theologischen Hochschule Sankt Georgen in Frankfurt am Main.
Die zahlreichen Veröffentlichungen Kehls behandeln vor allem die Ekklesiologie, die Eschatologie und die Schöpfungstheologie. Viele seiner Bücher wurden in mehrere Sprachen übersetzt und mehrfach aufgelegt. Kehl versteht die Kirche im Sinne des Zweiten Vatikanischen Konzils als „Communio“, das heißt als Gemeinschaft des Volkes Gottes. Er war für seine theologischen Analysen zum gegenwärtigen Zustand der Kirche bekannt und war Berater der Deutschen Bischofskonferenz.
Trotz seiner universitären Verpflichtungen war Kehl die pastorale Arbeit besonders wichtig. Er war unter anderem in einem Kinderheim in Offenbach am Main und in einem christlichen Behindertenwohnheim (Arche) bei Basel als Seelsorger tätig, von 1977 bis 2009 auch in der Jugend- und Bibelarbeit der Pfarrei Ebersbach. Bis 2015 war er priesterlicher Mitarbeiter an der Herz-Jesu-Kirche in der katholischen Pfarrei St. Bonifatius in Frankfurt-Oberrad.
Medard Kehl starb am 23. September 2021 in der Seniorenkommunität Peter-Faber-Haus der Jesuiten in Berlin-Kladow, in die er wenige Monate zuvor gezogen war. Er liegt in der Grabstätte des Jesuitenordens am Südfriedhof in Frankfurt am Main begraben.

## Publikationen (Auswahl)
- Kirche als Institution. Zur theologischen Begründung des institutionellen Charakters der Kirche in der neueren deutschsprachigen katholischen Ekklesiologie (= Frankfurter theologische Studien. Nr. 22). 2. Auflage. Knecht, Frankfurt am Main 1978, ISBN 978-3-7820-0360-5 (338 S., Erstausgabe:  1976, Dissertation).
- Und das Angesicht der Erde machest du neu. Anregungen zu menschlichem Christsein. Echter, Würzburg 1980, ISBN 978-3-429-00637-2 (61 S.).
- Eschatologie. 3. Auflage. Echter, Würzburg 1996, ISBN 978-3-429-01020-1 (369 S., Erstausgabe:  1986).
- New age oder Neuer Bund? Christen im Gespräch mit Wendezeit, Esoterik und Okkultismus (= Topos-Taschenbücher. Nr. 176). Grünewald, Mainz 1988, ISBN 978-3-7867-1345-6 (130 S.).
- Wohin geht die Kirche? Eine Zeitdiagnose. 6. Auflage. Herder, Freiburg i. Br. 1997, ISBN 978-3-451-23961-8 (173 S., Erstausgabe:  1996).
- Die Kirche. Eine katholische Ekklesiologie. 4. Auflage. Echter, Würzburg 2001, ISBN 978-3-89754-330-0 (472 S., Erstausgabe:  1992).
- Dein Reich komme. Eschatologie als Rechenschaft über unsere Hoffnung (= Topos-plus-Taschenbücher. Nr. 498). Echter, Würzburg 2003, ISBN 978-3-7867-8498-2 (369 S.).
- Dein’ Freundlichkeit verkünden (= Sankt Georgener Predigten. Nr. 12). Phil.-Theol. Hochschule St. Georgen, Frankfurt am Main 2006 (90 S.).
- Und was kommt nach dem Ende? Von Weltuntergang und Vollendung, Wiedergeburt und Auferstehung (= Topos-Taschenbücher. Nr. 571). 3. Auflage. Grünewald, Ostfildern 2011, ISBN 978-3-8367-0571-4 (206 S., Erstausgabe:  1999).
- Hinführung zum Glauben (= Topos-Taschenbücher. Nr. 685). 2. Auflage. Grünewald, Ostfildern 2009, ISBN 978-3-8367-0685-8 (168 S., Erstausgabe:  1984).
- Und Gott sah, dass es gut war. Eine Theologie der Schöpfung. 2. Auflage. Herder, Freiburg 2008, ISBN 978-3-451-29273-6 (432 S., Erstausgabe:  2006).
- Und Gott sah, dass es gut war. Eine Theologie der Schöpfung (von Dirk Ansorge aktualisierte und erweiterte 3. Auflage). 3. Auflage. Herder, Freiburg 2018, ISBN 978-3-451-38186-7 (493 S., Erstausgabe:  2006).
- Priesterlich werden. Anspruch für Laien und Kleriker (= Ignatianische Impulse. Nr. 43). Echter, Würzburg 2010, ISBN 978-3-429-03220-3 (96 S., mit Stephan Ch. Kessler).
- Mit der Kirche fühlen (= Ignatianische Impulse. Nr. 44). Echter, Würzburg 2010, ISBN 978-3-429-03305-7 (64 S.).
- Gottes Wort ist wie Licht in der Nacht (= Sankt Georgener Predigten. Nr. 14). Phil.-Theol. Hochschule St. Georgen, Frankfurt am Main 2015 (75 S.).
- Warum es uns gibt. Die Botschaft der Schöpfung verstehen. überarbeitete Neuausgabe Auflage. Kath. Bibelwerk, Stuttgart 2015, ISBN 978-3-460-23409-3 (173 S., Erstausgabe:  2010).